# アルジェ天文台

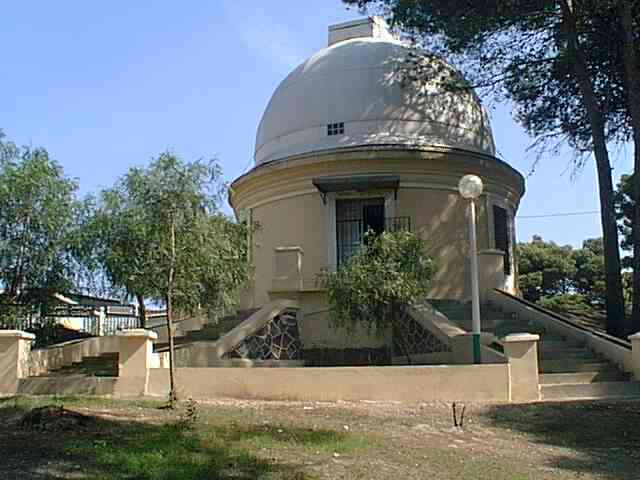
アルジェ天文台（2006年）

アルジェ天文台(Algiers Observatory)は、19世紀末にアルジェリアのアルジェ郊外の街ブーザレアーに建設された天文台である。ACT参照星表プロジェクトに参加し、-2°から+4°の範囲を担当して、1891年から1911年の間に1260枚の写真を撮影した。

## 天文学者
この天文台で研究を行った代表的な天文学者には、次の者がいる。
- アルフレッド・シュミット
- ルイ・ボワイエ
- オデット・バンシロン
- ヴェニアミン・ジェコフスキー
- フレデリック・シー
- ジョアニー＝フィリップ・ラグルーラ